# Oľka (okres Medzilaborce)
Oľka je obec na Slovensku v okrese Medzilaborce. Žije zde 260 obyvatel. Obec vznikla sloučením Nižné Oľky a Vyšné Oľky.

## Poloha
Průměrná nadmořská výška v obci je 223 m nad mořem, katastr leží ce výškách 210 - 460 m. Oľka je lokalizovaná na jihozápadě Laborecké vrchoviny (Nízké Beskydy). Přes Oľku protéká řeka Oľka s přítoky.

### Pomníky
- Pomník padlým II. sv. války
- Dům smutku

### Parky
Park v centru obce

### Sport
V obci působí fotbalový oddíl TJ Družstevník Oľka.

### Pravidelné akce
- Kulturní slavnosti
- Hargašov memoriál